# The Tower (canção de Luna)
"The Tower" é uma canção da cantora polaca Luna que irá representar a Polónia no Festival Eurovisão da Canção 2024, após ser selecionada através de seleção interna. A canção foi pré-anunciada durante um evento fechado organizado a 23 de janeiro de 2024 no clube "Spatif" em Varsóvia e lançada no dia seguinte à meia-noite pelo selo Universal Music Polska, mas apenas anunciada como a candidatura polaca a 19 de fevereiro, no programa matinal Pytanie na śniadanie, da TVP2.
De acordo com a cantora, a música é "[U]m manifesto de liberdade e força; uma maneira de sair da escuridão e das trevas. Abandonando laços, bloqueios, limitações, padrões e relacionamentos negativos. Destruindo a torre e saindo para o mundo. É perceber a nossa própria força, plenitude e que as nossas limitações são uma criação nossa. Uma torre é um lugar ou estado que nós mesmos construímos."

A canção atuou na 1ª semifinal, mas não foi apurada para a final.